# Cratere Rubens
Rubens  è un cratere sulla superficie di Mercurio.